# Where Do You Go
Where Do You Go is een nummer van de Duits-Amerikaanse popgroep No Mercy. Het is de tweede single van hun debuutalbum My Promise uit januari 1997. Op 13 mei 1996 werd het nummer eerst in de VS en Canada op single uitgebracht. Op 19 augustus volgden Australië en Nieuw-Zeeland en op 12 oktober Europa.

## Achtergrond
Het nummer werd in 1995 al opgenomen door de Duitse eurodancegroep La Bouche voor hun album "Sweet Dreams". Hun versie is nooit op single uitgebracht. In 1996 namen de mannen van No Mercy onder leiding van de bekende Duitse producer Frank Farian een cover van "Where Do You Go" op. Zij brachten hun versie wél als single uit, en met succes, want de single veroverde wereldwijd de hitlijsten. In de Amerikaanse Billboard Hot 100 werd de 5e positie behaald. In Ierland en Denemarken werd de nummer 1 positie bereikt, Duitsland de 2e, Oostenrijk de 5e, Zwitserland en Frankrijk de 4e, Zweden de 6e, de Eurochart Hot 100 de 4e en in het Verenigd Koninkrijk de 2e positie in de UK Singles Chart.
In Nederland werd de single in het najaar van 1996 regelmatig gedraaid op de landelijke radiozenders en werd een hit.  
In de Nederlandse Top 40 op destijds Radio 538 werd de 7e positie bereikt en in de publieke hitlijst; toentertijd de Mega Top 50 op Radio 3FM, de 10e positie.
In België bereikte de single de 32e positie in de Vlaamse Ultratop 50 en de 5e positie in de Waalse Ultratop 50. In de Vlaamse Radio 2 Top 30 werd géén notering behaald.